# MCI Inc.
MCI Inc. là một công ty truyền thông Hoa Kỳ hiện là một công ty con của Verizon Communications với trụ sở chính tại Ashburn, Virginia.
Công ty được ban đầu được thành lập là kết quả của việc sáp nhập WorldCom và MCI Communications Corp., và sử dụng tên MCI WorldCom kế tục WorldCom trước khi thay đổi tên của nó như hiện tại vào ngày 12 tháng 4 năm 2003 như là một phần kết thúc tình trạng phá sản của công ty. Công ty giao dịch trên sàn NASDAQ với các mã giao dịch "WCOM" (trước khi phá sản) và "MCIP" (sau khi phá sản). Công ty được mua lại bởi Verizon Communications với thỏa thuận mua bán hoàn thiện ngày 6 tháng 1 năm 2006, và ngày nay được xác định là bộ phận kinh doanh Verizon của công ty với các đơn vị dân cư địa phương được tích hợp từ từ vào các công ty con Verison. Trong một thời gian, WorldCom đã là công ty điện thoại đường dài lớn thứ hai của Hoa Kỳ (sau AT&T). WorldCom phát triển chủ yếu bằng cách mua lại công ty viễn thông khác, đáng chú ý nhất MCI Communications. Công ty cũng sở hữu Tier 1 ISP UUNET, một phần quan trọng của xương sống internet. Công ty có trụ sở tại Clinton, Mississippi, trước khi được chuyển đến Virginia. Ngày 15 tháng 3 năm 2005, WorldCom tuyên bố phá sản sau khi toà án New York tuyên bố xác nhận cựu chủ tịch Bernard Ebbers gian lận sổ sách kế toán một số tiền lên đến 11 tỷ USD. Đây là trường hợp phá sản lớn nhất trong lịch sử Hoa Kỳ.